# Rothmans International London 1975 - Doppio
Il doppio del torneo di tennis Rothmans International London 1975, facente parte della categoria World Championship Tennis, ha avuto come vincitori Paolo Bertolucci e Adriano Panatta che hanno battuto in finale Jürgen Fassbender e Hans-Jürgen Pohmann con il punteggio di 6–3, 6–4.

## Tabellone

### Legenda
| - Q = Qualificato - WC = Wild card - LL = Lucky loser | - ALT = Alternate - SE = Special Exempt - PR = Protected Ranking | - w/o = Walkover - r = Ritirato - d = Squalificato |

|  | Quarti di finale                      | Quarti di finale                      | Quarti di finale                      | Quarti di finale | Quarti di finale |  |  | Semifinali                            | Semifinali                            | Semifinali                            | Semifinali                       | Semifinali                       |   |   | Finale                                | Finale                                | Finale                                | Finale | Finale |  |
|  |                                       |                                       |                                       |                  |                  |  |  |                                       |                                       |                                       |                                  |                                  |   |   |                                       |                                       |                                       |        |        |  |
|  | Jürgen Fassbender Hans-Jürgen Pohmann | Jürgen Fassbender Hans-Jürgen Pohmann | Jürgen Fassbender Hans-Jürgen Pohmann | 6                | 6                |  |  |                                       |                                       |                                       |                                  |                                  |   |   |                                       |                                       |                                       |        |        |  |
|  | Jiří Hřebec Jan Kodeš                 | Jiří Hřebec Jan Kodeš                 | Jiří Hřebec Jan Kodeš                 | 4                | 3                |  |  | Jürgen Fassbender Hans-Jürgen Pohmann | Jürgen Fassbender Hans-Jürgen Pohmann | Jürgen Fassbender Hans-Jürgen Pohmann | 6                                | 7                                |   |   |                                       |                                       |                                       |        |        |  |
|  | Mark Cox Roger Taylor                 | Mark Cox Roger Taylor                 | Mark Cox Roger Taylor                 | 6                | 6                |  |  | Mark Cox Roger Taylor                 | Mark Cox Roger Taylor                 | Mark Cox Roger Taylor                 | 4                                | 6                                |   |   |                                       |                                       |                                       |        |        |  |
|  | Brian Fairlie Onny Parun              | Brian Fairlie Onny Parun              | Brian Fairlie Onny Parun              | 4                | 4                |  |  |                                       |                                       |                                       |                                  |                                  |   |   | Jürgen Fassbender Hans-Jürgen Pohmann | Jürgen Fassbender Hans-Jürgen Pohmann | Jürgen Fassbender Hans-Jürgen Pohmann | 3      | 4      |  |
|  | Paolo Bertolucci Adriano Panatta      | Paolo Bertolucci Adriano Panatta      | Paolo Bertolucci Adriano Panatta      | 7                | 6                |  |  |                                       |                                       | Paolo Bertolucci Adriano Panatta      | Paolo Bertolucci Adriano Panatta | Paolo Bertolucci Adriano Panatta | 6 | 6 |                                       |                                       |                                       |        |        |  |
|  | Željko Franulović Niki Pilic          | Željko Franulović Niki Pilic          | Željko Franulović Niki Pilic          | 5                | 2                |  |  | Paolo Bertolucci Adriano Panatta      | Paolo Bertolucci Adriano Panatta      | Paolo Bertolucci Adriano Panatta      | 6                                | 6                                |   |   |                                       |                                       |                                       |        |        |  |
|  | Frew McMillan Andrew Pattison         | Frew McMillan Andrew Pattison         | Frew McMillan Andrew Pattison         | 6                | 7                |  |  | Frew McMillan Andrew Pattison         | Frew McMillan Andrew Pattison         | Frew McMillan Andrew Pattison         | 3                                | 3                                |   |   |                                       |                                       |                                       |        |        |  |
|  | Ove Bengtson Kjell Johansson          | Ove Bengtson Kjell Johansson          | Ove Bengtson Kjell Johansson          | 2                | 6                |  |  |                                       |                                       |                                       |                                  |                                  |   |   |                                       |                                       |                                       |        |        |  |